# شهرستان ترل (جورجیا)
شهرستان ترل، جورجیا (به انگلیسی: Terrell County, Georgia) یک سکونتگاه مسکونی در ایالات متحده آمریکا است که در جورجیا واقع شده‌است.